# Phaeosclerotinia nipponica
Phaeosclerotinia nipponica är en svampart som beskrevs av Hori 1916. Phaeosclerotinia nipponica ingår i släktet Phaeosclerotinia och familjen Sclerotiniaceae.   Inga underarter finns listade i Catalogue of Life.